# Persecución a los testigos de Jehová

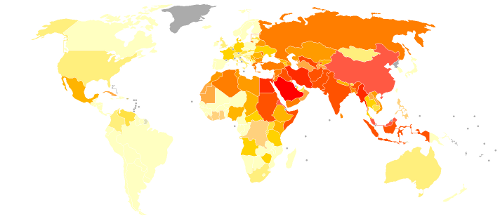
Situación de la libertad de culto por país (Pew Research Center en 2009). En Amarillo claro: países donde hay plena libertad en el ejercicio del culto religioso. En tonalidades rojas y naranjas: países con mayor hostilidad al ejercicio de la libertad religiosa.

A lo largo de la historia de los testigos de Jehová, sus creencias, doctrinas y prácticas han sido objeto de vulneraciones a los derechos humanos fundamentales, fundamentalmente en el contexto de dictaduras cívico-militares de facto, conflictos bélicos, regímenes bajo el ateísmo de estado y regímenes bajo una teocracia de facto. Bajo este contexto, y desde una posición identitaria o nacionalista, diversas corrientes religiosas consideran que las interpretaciones y doctrinas de los testigos de Jehová son heréticas, y, en consecuencia, contrarias al estado confesional o a los intereses en particular de la ideología identitaria o nacionalista predominante, como el caso de Rusia en el contexto de la invasión a Ucrania y los conflictos con las exrepúblicas soviéticas, de regímenes de facto en Asia y en África regulados bajo un estado confesional, o de Argentina, en el contexto de la dictadura que gobernó entre 1976 a 1983. [cita requerida]La Declaración Universal de los Derechos Humanos, en su artículo 18°, señala lo siguiente:

Toda persona tiene derecho a la libertad de pensamiento, de conciencia y de religión; este derecho incluye la libertad de cambiar de religión o de creencia, así como la libertad de manifestar su religión o su creencia, individual y colectivamente, tanto en público como en privado, por la enseñanza, la práctica, el culto y la observancia.

Durante el siglo XX, y en el contexto de diversos conflictos bélicos, la doctrina de neutralidad política de esta expresión religiosa ha llevado al encarcelamiento de miembros que rechazaron el servicio militar obligatorio en el contexto de estados de guerra decretados por la autoridad (por ejemplo, en Gran Bretaña durante la Segunda Guerra Mundial y luego durante el período de servicio nacional obligatorio). En Canadá, y debido a la ley marcial vigente durante la Segunda Guerra Mundial, los testigos de Jehová fueron internados en campos de concentración junto con disidentes políticos y personas de ascendencia japonesa y china. Según el profesor de derecho Archibald Cox, en los Estados Unidos, los testigos de Jehová fueron "las principales víctimas de la persecución religiosa [...] comenzaron a llamar la atención y provocar la represión en la década de 1930, cuando su proselitismo y su número aumentaron rápidamente". La animosidad política y religiosa en contra los testigos de Jehová a veces ha llevado a estas situaciones de vulneración en varios países, incluidos Cuba, Estados Unidos (durante el periodo de entreguerras y la Segunda Guerra Mundial), Canadá (durante la ley marcial impuesta en ese país durante la Segunda Guerra Mundial), Singapur, Sudamérica (en el contexto de las dictaduras militares de las décadas de 1970 a 1980) y la Alemania nazi. [cita requerida]
En Sudamérica y algunos países como Sudáfrica, debido a los procesos de transición a la democracia durante la década de 1990 y a la implementación de procesos de justicia transicional, la situación de miembros bautizados, publicadores y asociados en cuanto al ejercicio libre de su religiosidad y del ejercicio del ministerio ha mejorado en relación a la situación existente en la década de 1970. 

Mapa de la Libertad 2009, de acuerdo al informe de Freedom House, una fundación norteamericana, sobre el estado de la democracia, las libertades políticas y los derechos humanos en el mundo.
Libre (89)
Parcialmente libre (62)
No libre (42)

En la actualidad, y según datos documentados de Amnistía Internacional, Pew Research Center, el Cuerpo Gobernante de los Testigos de Jehová y otras organizaciones no gubernamentales, en más de treinta estados -especialmente en África y en Asia- miembros bautizados y simpatizantes de esta expresión ejercen su religiosidad en la clandestinidad.[cita requerida]

## Situaciones documentadas en el periodo histórico comprendido entre 1931 a 1991

### Alemania (durante el periodo de entreguerras y la Segunda Guerra Mundial)
Tras la fundación del movimiento de los testigos de Jehová por parte de Rutherford en 1931, la organización pretendía distanciarse de lo que hasta entonces era el movimiento de los estudiantes de la biblia, que para esa época era ya vista con suspicacia por parte de la sociedad alemana de la época.
Tras el nombramiento de Adolf Hitler como nuevo canciller de Alemania el 30 de enero de 1933 las hostilidades llegaron con el transcurso de los meses a un punto de no retorno, a pesar de las intenciones de Joseph Rutherford de intentar algún tipo de concordato formal con el régimen, aprovechando el contexto político de ese entonces en Alemania y debido a sus ambiciones personales de diferenciar radicalmente a su movimiento religioso -creado en 1931- de las escisiones que se separaron de la Sociedad Watchtower, hechos que para los biógrafos de Rutherford consideran un aspecto muy controvertido y oscuro de sus años como líder de los testigos de Jehová. El 4 de febrero de 1933 el régimen de Hitler emitió un decreto que permitía a la policía confiscar literatura "que pusiera en peligro el orden público y la seguridad" y también restringir las libertades de reunión. A mediados de 1933, el trabajo del grupo, conocido entonces como los testigos de Jehová, había sido prohibido en la mayoría de los estados alemanes y los miembros eran acusados de ser comunistas y asociarse con los judíos en movimientos políticos subversivos. La policía registró con frecuencia las casas de los miembros en busca de literatura incriminatoria y el 24 de abril, la policía ocupó brevemente la sede de la Asociación Internacional de Estudiantes de la Biblia -sucursal de los testigos de jehová en ese país- en Magdeburg.Las autoridades del régimen de facto objetaron la influencia de minorías religiosas como los Testigos de Jehová porque "contribuyeron a la fragmentación ideológica del pueblo alemán", pero también vieron al grupo como una amenaza para las principales denominaciones cristianas. Un decreto del Ministerio del Interior alemán decía:

Particularmente los domingos y días festivos cristianos, las personas enviadas por los "Estudiantes de la Biblia sinceros" van de casa en casa y molestan a la gente imponiéndoles los diarios de la Sociedad Watch Tower de Magdeburg, que contienen ataques maliciosos contra las principales iglesias cristianas y sus instituciones... Esta actividad desmoralizadora, que representa un abuso del derecho a la libertad de expresión, provoca discordia no sólo en familias individuales sino también en comunidades enteras. Es incompatible con la idea de una comunidad popular cristiana en Alemania y, por lo tanto, ya no puede permitirse.

En junio de 1933, el presidente de la Sociedad Watch Tower, Joseph Rutherford, y Nathan Knorr viajaron a Berlín para intentar negociar las posibilidades de continuar la actividad de predicación en Alemania, y así, lograr el beneplácito del régimen. Mientras estaban allí, organizaron una asamblea pública que se llevaría a cabo en Berlín el 25 de junio de 1933 para publicar una Declaración de hechos, que había sido escrita por Rutherford. Esperaban que el documento convenciera directamente a Hitler, a los funcionarios del gobierno y al público de que los testigos de Jehová no representaban una amenaza para el pueblo y estado alemán. La Declaración afirmaba la neutralidad política del grupo y protestaba contra la intromisión del gobierno nazi en la predicación; fue traducida al alemán por el supervisor del distrito, Paul Balzereit, quien posteriormente lo presentó ante los miembros de la asamblea para su adopción.

Tanto Rutherford como Knorr abandonaron el país antes de que comenzara la asamblea, celebrada en el Wilmersdorfer Tennishallen. Aunque los organizadores esperaban una asistencia de 5000 personas, llegó una multitud de 7.000. El exterior de la sala estaba adornado con esvásticas, posiblemente colocadas por miembros de la unidad SS que habían celebrado cerca el día anterior. Para sorpresa de los asistentes, la asamblea se inauguró con una canción, La gloriosa esperanza de Sión, que para entonces rara vez se cantaba en las reuniones de los Testigos. Con música compuesta por Joseph Haydn en 1797, esta había estado en el cancionero de los Estudiantes de la Biblia desde 1905, pero debido a que se usaba la misma música para el himno nacional alemán, se había dejado de cantar en ese país en 1922. Durante la asamblea, la Declaración de Hechos conteniendo 3800 palabras fue presentada a la multitud y aceptada por muchos de los asistentes. Sin embargo, un "gran número" de los asistentes se negaron a aceptarlo y se fueron de la asamblea de forma decepcionada, viéndolo más débil de lo que esperaban.

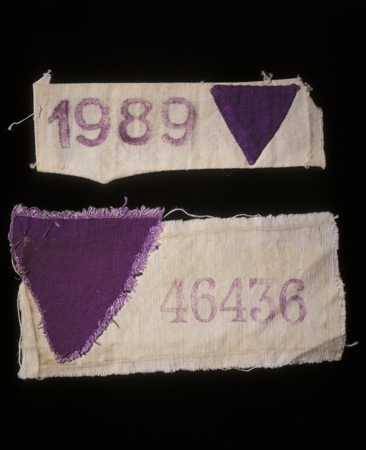
Los nazis identificaban a los Bibelforscher con un triángulo púrpura.

Los testigos de Jehová fueron perseguidos a partir de entonces por la dictadura de Hitler, principalmente por su resistencia a reconocer la autoridad del estado, a utilizar el saludo fascista, y por su objeción de conciencia al servicio militar. Asimismo, sectores de la Iglesia Católica y de iglesias protestantes que ya espontáneamente se oponían al régimen por similares razones -y que sin embargo, no contaban en ese momento con el pleno respaldo de las autoridades religiosas de la época- también fueron objeto de persecución. Bajo el proceso Gleichschaltung, Hitler intentó crear e imponer una Iglesia unificada del Reich a partir de las 28 iglesias estatales protestantes existentes en Alemania, con el objetivo final de erradicar todas las iglesias y movimientos cristianos -consideradas como subversivas por el régimen- en Alemania.El jefe de la Cancillería del Partido Nazi, Martin Bormann, proclamó públicamente en 1941: "El nacionalsocialismo y el cristianismo son irreconciliables". Se calcula que durante la Segunda Guerra Mundial y en el contexto del holocausto aproximadamente 11 300 testigos de Jehová fueron encarcelados en campos de concentración, donde murieron, según la fuente consultada, entre 1490 y 2550, entre ellos 253 que fueron sentenciados a muerte.
El Círculo Europeo de antiguos deportados e internados testigos de Jehová asegura que el 97 % de los testigos de Jehová alemanes sufrieron de una u otra forma la persecución del nazismo. En los campos de concentración, los denominados Bibelforscher llevaban un triángulo púrpura cosida en la ropa como identificación. Los testigos de Jehová podían abandonar el campo de concentración y recuperar sus propiedades y su ciudadanía si firmaban un documento de renuncia a su fe.
El 5 de octubre de 2006, el Museo del Holocausto de Washington D. C. ofreció un día dedicado a los testigos de Jehová víctimas del nazismo.

### Benín
Durante la primera presidencia de Mathieu Kérékou, se prohibieron las actividades de los testigos de Jehová y los miembros se vieron obligados a someterse a un "entrenamiento de desmitificación".

### Canadá (durante la ley marcial impuesta en el contexto de la Segunda Guerra Mundial)
En 1984, Canadá publicó una serie de documentos previamente clasificados que revelaban que en la década de 1940, "jóvenes testigos de Jehová capaces" fueron enviados a "campos", y "familias enteras que practicaban la religión fueron encarceladas". El informe de 1984 declaró: "Los documentos recientemente desclasificados en tiempos de guerra sugieren que la Segunda Guerra Mundial también fue una época de fanatismo religioso, intolerancia política y supresión de ideas sancionadas oficialmente. El gobierno federal describió a los testigos de Jehová como 'fanáticos religiosos' subversivos y ofensivos... en informes secretos entregados a comités parlamentarios especiales en 1942." Llegó a la conclusión de que, "probablemente ninguna otra organización es tan ofensiva en sus métodos, trabajando bajo el disfraz del cristianismo. Los documentos preparados por el departamento de justicia fueron presentados a un comité especial de la Cámara de los Comunes por el gobierno de William Lyon Mackenzie King en un intento de justificar la ilegalización de las organizaciones durante la Segunda Guerra Mundial ".

### Cuba
Bajo el régimen comunista de Fidel Castro, los testigos de Jehová fueron considerados "desviados sociales", junto con los homosexuales, vagabundos y otros grupos, y fueron enviados a campos de concentración de trabajos forzados para ser "reeducados". El 1 de julio de 1974, el grupo fue oficialmente prohibido y sus "iglesias" cerraron. Después de la prohibición, los miembros que rechazaron el servicio militar fueron encarcelados por penas de tres años y se informó que los miembros también fueron encarcelados por la negativa de sus hijos a saludar a la bandera.

### Estados Unidos (durante el periodo de entreguerras y la Segunda Guerra Mundial)
Durante las décadas de 1930 y 1940, algunos estados de EE. UU. aprobaron leyes que hacían ilegal que los testigos de Jehová distribuyeran sus publicaciones, y en algunos estados se prohibió que los hijos de los testigos de Jehová asistieran a las escuelas estatales. Todo esto en el contexto de la situación social y política tras la Gran Depresión de 1929 y la situación de ese país tras la Segunda Guerra Mundial. La persecución de los testigos de Jehová por negarse a saludar a la bandera se conoció como los "Casos del Saludo a la Bandera". Su negativa a saludar a la bandera se consideró como una prueba de las libertades que defiende la bandera, a saber, la libertad de culto de acuerdo con los dictados de la propia conciencia. La Corte Suprema determinó que los Estados Unidos, al hacer obligatorio el saludo a la bandera en el caso del Distrito Escolar de Minersville v. Gobitis (1940), estaba afectando el derecho del individuo a adorar como uno elija, una violación de la Cláusula de Libre Ejercicio de la Primera Enmienda en la constitución. Sin embargo, el juez Frankfurter, hablando en nombre de la opinión mayoritaria de 8 a 1 en contra de los Testigos, declaró que los intereses de "inculcar el patriotismo eran de suficiente importancia como para justificar una infracción relativamente menor de las creencias religiosas". El fallo dio lugar a una ola de persecución. Lillian Gobitas, una de las escolares que participó en la decisión, dijo: "Fue como un vendaval fuerte para los testigos de Jehová".
La Unión Americana de Libertades Civiles (ACLU, por sus siglas en inglés) informó que para fines de 1940, "más de 1500 Testigos en Estados Unidos habían sido víctimas de 335 incidentes graves". Tales ataques incluían palizas, alquitrán y plumas, ahorcamiento, disparos, mutilación e incluso castración. A medida que continuaban los informes de ataques contra los testigos de Jehová, "varios jueces cambiaron de opinión, y en el caso West Virginia State Board of Education v. Barnette (1943), la Corte declaró que el estado no podía interferir en la Primera Enmienda al obligar a la observancia de rituales".
En 1943, después de un prolongado proceso de litigio por parte de los abogados de la Sociedad Watch Tower en los tribunales estatales y en los tribunales federales inferiores, el Tribunal Supremo dictaminó que los funcionarios de las escuelas públicas no podían obligar a los testigos de Jehová ni a otros estudiantes a saludar la bandera y recitar el Juramento a la Bandera. En 1946 y 1953 se dictaron sentencias de la Corte Suprema de ese país que establecían su derecho a ser eximidos del servicio militar.

### Unión Soviética (1922-1991)

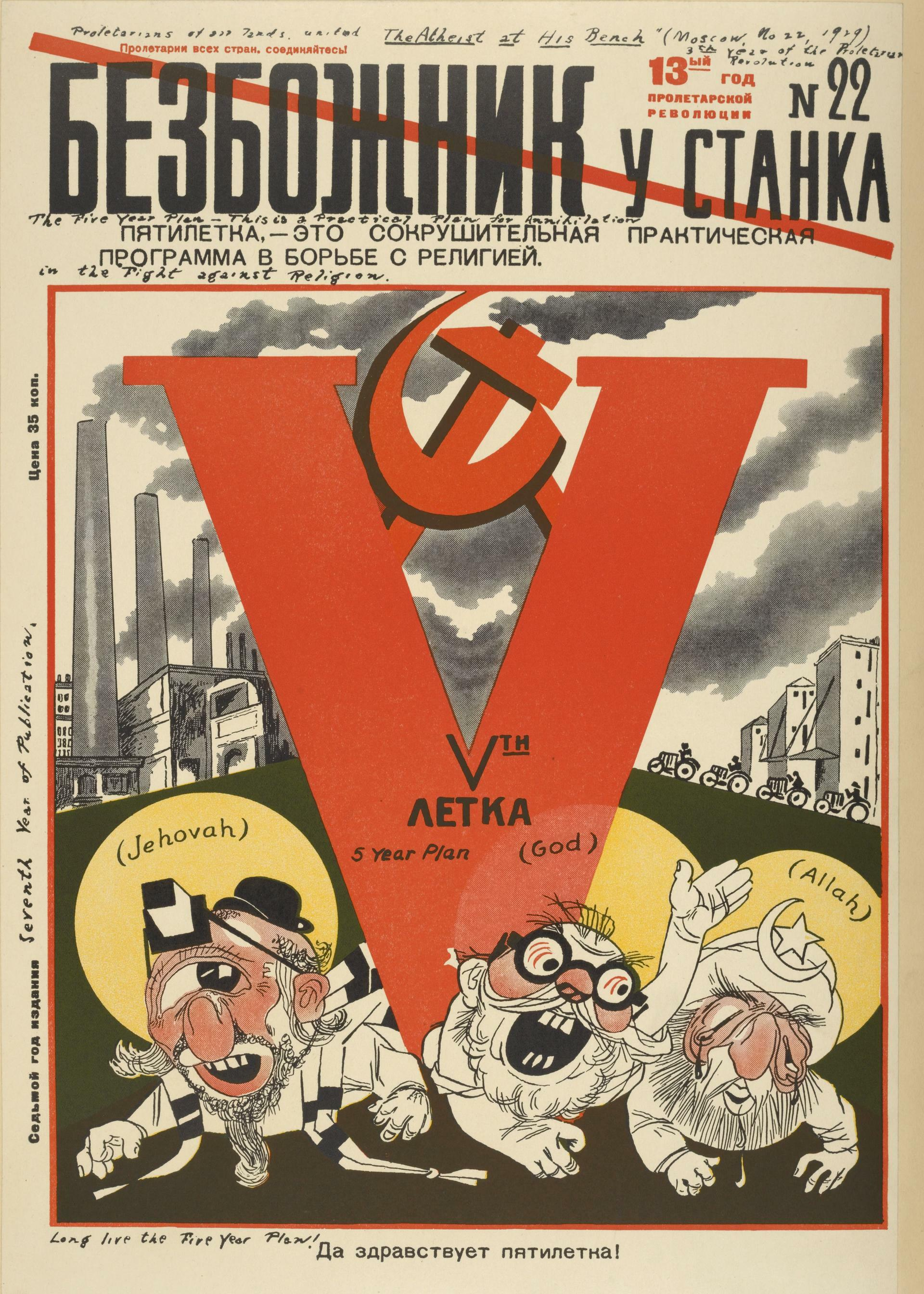
Portada de Bezbozhnik en 1929, revista de la Sociedad de los Sin Dios. Se muestra el primer plan quinquenal de la Unión Soviética aplastando a los dioses de las religiones abrahámicas.

Durante la existencia de la Unión Soviética, y en el contexto de la política de ateísmo de estado, el movimiento de los estudiantes de la Biblia y los testigos de Jehová fueron perseguidos, al igual que otras denominaciones religiosas como la Iglesia Ortodoxa, la Iglesia Católica-Romana, entre otras expresiones del cristianismo, por ser contrarias a las políticas del estado soviético.  Dicha persecución fue muy intensa, especialmente durante el régimen de Stalin.
En abril de 1951, unos 9300 testigos de Jehová de la Unión Soviética fueron deportados a Siberia como parte de la Operación Norte.
Aunque todas las religiones fueron perseguidas, la intensidad de los esfuerzos del régimen soviético variaron de intensidad en función de la época, las nacionalidades y las confesiones religiosas, y siempre estuvieron supeditados a las "razones de estado". Aunque todos los líderes soviéticos compartían el mismo objetivo a largo plazo de cohesionar al pueblo, sus políticas fueron variando. Para los dirigentes soviéticos las cuestiones de religión y nacionalidad se mantuvieron íntimamente ligadas. Esto explica las oscilaciones entre una prohibición total de ciertas religiones alternando con periodos de mayor permisividad.

### República Democrática Alemana (1949-1990)
En la Alemania Oriental, y en el contexto de la política de ateísmo de estado, desde la década de 1950 hasta la década de 1980, los testigos de Jehová fueron perseguidos ampliamente por el Servicio de Seguridad del Estado (Stasi), que con frecuencia usaba métodos de acoso y desestabilización contra ellos. Los testigos de Jehová eran considerados una amenaza porque su sistema de creencias no se ajustaba a las normas socialistas, y sus miembros a veces mantenían ocasionalmente contacto con Occidente.

### Persecución religiosa y terrorismo de estado durante las dictaduras en Sudamérica (1970-1980)

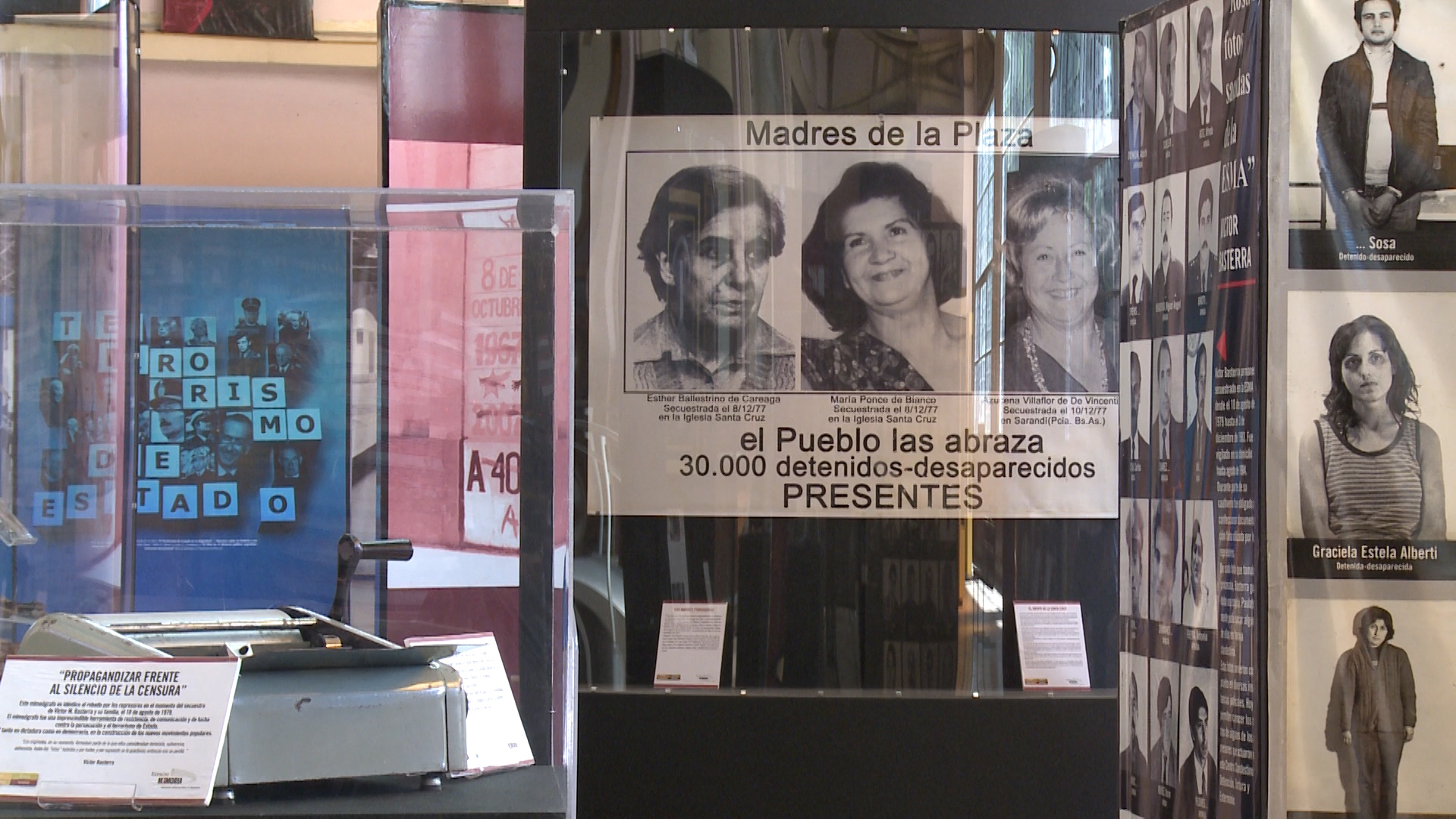
Muestra sobre Terrorismo de Estado en Argentina en el predio del Espacio Memoria y Derechos Humanos con fotos de los detenidos -entre ellos adeptos y miembros bautizados de los Testigos de Jehová de Argentina- en el CCD-ESMA tomadas por los militares. Durante los años de la dictadura argentina, Testigos de Jehová fueron detenidos, torturados, y, en no pocos casos, desaparecidos debido a sus creencias religiosas, a su neutralidad en asuntos políticos, y a su oposición al servicio militar obligatorio. Esta situación se replicó también en otros países de Sudamérica bajo dictaduras militares durante las décadas de 1970 a 1980.

Las acciones de terrorismo de estado y persecución política en contra de Testigos de Jehová fueron especialmente notorias en Argentina, donde en los años previos al golpe de estado de 1976 las actividades de congregación eran vistas con notoria preocupación y desconfianza, especialmente durante los períodos de gobiernos democráticos entre 1945 a 1976 así como en las dictaduras de Aramburu, Onganía y Lanusse, por su ideología y sus preceptos religiosos. Durante los años de la dictadura cívico-militar Argentina denominada Proceso de Reorganización Nacional, todas las actividades de la sucursal en Argentina de los Testigos de Jehová se desarrollaron de forma clandestina. Entre 1976 a 1983, un número importante de adeptos así como miembros bautizados de los Testigos de Jehová en Argentina fueron encarcelados, torturados, y no en pocos casos desaparecidos, algunos de ellos durante los hechos conocidos como los "vuelos de la muerte". Todo esto como parte de las acciones de terrorismo de estado del Proceso de Reorganización Nacional. Las acciones de terrorismo de estado tuvieron el aval y apoyo directo de la Iglesia Católica y del Estado Vaticano. Como consecuencia de ello, también fueron objeto de persecución durante la ejecución del Plan Cóndor en Sudamérica, ya que las sucursales de los testigos de jehová en Chile, Uruguay, Perú, Paraguay y Brasil ―por resoluciones de los presidentes en ejercicio de de la organización Nathan Knorr y Frederick William Franz y del Cuerpo Gobernante de los Testigos de Jehová― prestaron refugio y asilo a bautizados y adeptos de Argentina, así como recursos y apoyo logístico para las actividades que en Argentina se estaban haciendo en la clandestinidad y de manera informal.
Durante los años de la dictadura en Chile, si bien existió persecución hacia los Testigos de Jehová por negarse al Servicio Militar Obligatorio y participar de actos de saludo a la bandera, especialmente en los meses posteriores tras el golpe y durante el contexto del conflicto del Beagle y de la Guerra de las Malvinas, la dictadura cívico-militar en Chile optó ―a pesar de algunas divergencias entre sus autoridades― por mantener una tolerancia formal hacia sus actividades religiosas. Esto, dado además en el contexto de las diferencias políticas entre las autoridades de la dictadura y el cardenal Raúl Silva Henríquez tras la constitución del Comité Pro-Paz a fines de 1973. En enero de 1974, la asamblea de circuito de ese año ―dedicada a las profecías y predicciones para el año de 1975― celebrada en el Estadio Santa Laura fue el primer acto de manifestación pública de convocatoria masiva en Santiago de Chile tras el golpe de estado autorizada formalmente por la dictadura cívico-militar chilena. Para entonces, los hechos ocurridos durante la crisis política de 1972-1973 en Chile eran destacados en sus publicaciones como una evidencia de las profecías proyectadas para 1975.
Durante los años en que los Testigos de Jehová en Argentina fueron perseguidos durante el Proceso de Reorganización Nacional, la sucursal en Chile de los Testigos de Jehová fue fundamental en el suministro de material gráfico y de refugio para quienes huían de la fuerte persecución existente en esos años. Una situación similar a la de Chile ocurrió durante las dictaduras de Juan Bordaberry, Alberto Demicheli, Aparicio Méndez y Gregorio Álvarez en Uruguay. En Uruguay, si bien durante las dictaduras de Bordaberry, Demicheli y Méndez hubo cierta oposición y acciones de persecución por parte de varias facciones de las autoridades de la dictadura uruguaya, especialmente por sus doctrinas y escatología, finalmente también hubo una actitud de tolerancia dada la neutralidad política de facto de los precursores y ancianos de la sucursal de Uruguay.
En noviembre de 1978, la Corte Interamericana de Derechos Humanos dictaminó sobre los hechos que estaban sucediendo en Argentina tras denuncias de los Testigos de Jehová argentinos. Sumado a lo anterior, la revista La Atalaya, la revista Despertad, diversas sucursales de los testigos de jehová alrededor del mundo y el periódico Buenos Aires Herald fueron fundamentales en la visibilización de los crímenes de persecución religiosa en Sudamérica.
En la década de los 2000, y tras la realización de las comisiones nacionales de verdad y justicia en Argentina y Chile (CONADEP en Argentina y comisiones Rettig y Valech en Chile) así como la aparición de archivos en Paraguay que posibilitaron diversas investigaciones judiciales sobre los crímenes de humanidad ocurridos durante el Plan Cóndor, diversas causas judiciales en Sudamérica ―especialmente en Uruguay y Argentina―[cita requerida] dan cuenta del nivel de persecución que vivieron en carne propia los Testigos de Jehová en el contexto de las dictaduras en Sudamérica. No obstante, la literatura y publicaciones contemporáneas de los testigos de Jehová, por razones atribuibles a su dogma de neutralidad sobre asuntos políticos y a su escatología y cosmovisión religiosa adoptada desde 1989 a la actualidad, muy rara vez mencionan la persecución política que sufrieron creyentes, precursores y ancianos durante los años de dictaduras cívico-militares en Sudamérica, así como la relación con los regímenes de facto de la época en Sudamérica y el rol político ejercido durante esos años por parte de sus autoridades religiosas y superintendentes de sucursal.[cita requerida]
Tras el retorno a la democracia en Argentina, el Gobierno de Raúl Alfonsín derogó formalmente la proscripción a los Testigos de Jehová e inició el proceso de reformas a las leyes en relación al servicio militar en Argentina. Situación similar ocurrió durante los procesos de transición a la democracia en Uruguay, Brasil Chile y Paraguay, posibilitando además diversas reformas al servicio militar obligatorio en el contexto sudamericano atención al derecho a la libertad de conciencia.[cita requerida]

## Situaciones documentadas desde 1992 a la actualidad

### Abjasia
Por un decreto aún vigente (aunque no se aplica), los testigos de Jehová fueron oficialmente prohibidos desde 1995.[cita requerida]

### Bulgaria
En Bulgaria, los testigos de Jehová han sido blanco de violencia por parte de grupos nacionalistas de extrema derecha como la Organización Revolucionaria Interior Macedonia – Movimiento Nacional Búlgaro. El 17 de abril de 2011, un grupo de unos sesenta hombres encapuchados que portaban banderas BMPO sitiaron un Salón del Reino en Burgas, durante el memorial anual de la muerte de Cristo. Los atacantes arrojaron piedras, dañaron muebles e hirieron al menos a cinco de las personas reunidas dentro. El incidente fue grabado por una estación de televisión local. Los testigos de Jehová en Bulgaria han sido multados por hacer proselitismo sin los permisos gubernamentales apropiados, y algunos municipios tienen legislación que prohíbe o restringe su derecho a predicar.

### China
Desde la creación de la República Popular China en 1949 el país es oficialmente un Estado ateo. A pesar de existir una política de ateísmo de estado, un segmento minoritario de la población se declara observante. En el año 2007 el gobierno chino daba la cifra oficial de 100 millones de creyentes en el país, lo que significaría menos del 10 % de la población. Sin embargo, según un estudio de la Universidad de Shanghái de ese mismo año, un 31,4 % de chinos (unos 300 millones) se declaraban religiosos. se ha comprobado que existen segmentos de población joven con un mayor índice de religiosidad que segmentos de la población de la tercera edad.
Según Bitter Winter, una revista en línea que discute la libertad religiosa y los derechos humanos en China, las actividades de los testigos de Jehová en China se consideran ilegales. También informa que los misioneros extranjeros son deportados, las casas de los miembros son allanadas y los miembros expresan preocupación por ser seguidos por la policía. Bitter Winter también informó que el sitio web oficial antisectas de China apoyó abiertamente la prohibición de la denominación por parte de Rusia, afirmando que el grupo debería ser estrictamente controlado o incluso prohibido.

### Eritrea
En Eritrea, el gobierno despojó a los testigos de Jehová de sus derechos civiles y políticos en 1994 tras su negativa a participar en el servicio militar. Miembros de todas las edades han sido arrestados por participar en reuniones religiosas. El 24 de septiembre de 1994, Paulos Eyassu, Negede Teklemariam, e Isaac Mogos fueron arrestados, encarcelados sin juicio, fueron liberados en 2021. A partir de enero de 2019, 53 Testigos fueron encarcelados, uno desde 2001. Los grupos de derechos internacionales son conscientes de la situación de los testigos de Jehová en Eritrea y han pedido repetidamente a las autoridades eritreas que pongan fin a la persecución. Se informa que cuatro de ellos han muerto en prisión debido a los malos tratos.

### Federación Rusa, Ucrania, Bielorrusia y exrepúblicas soviéticas (2017-actualidad)
Bajo el régimen nacionalista de Vladímir Putin en Rusia, y bajo la presión y el apoyo político de Cirilo, patriarca de la Iglesia Ortodoxa de Rusia, se declaró a los testigos de Jehová, así como diversas organizaciones de derechos humanos, credos religiosos, medios de comunicación, organizaciones no gubernamentales, y activistas LGBTIQ+ de ese país como "agentes extranjeros" y "agentes indeseables" según la legislación Rusa vigente.

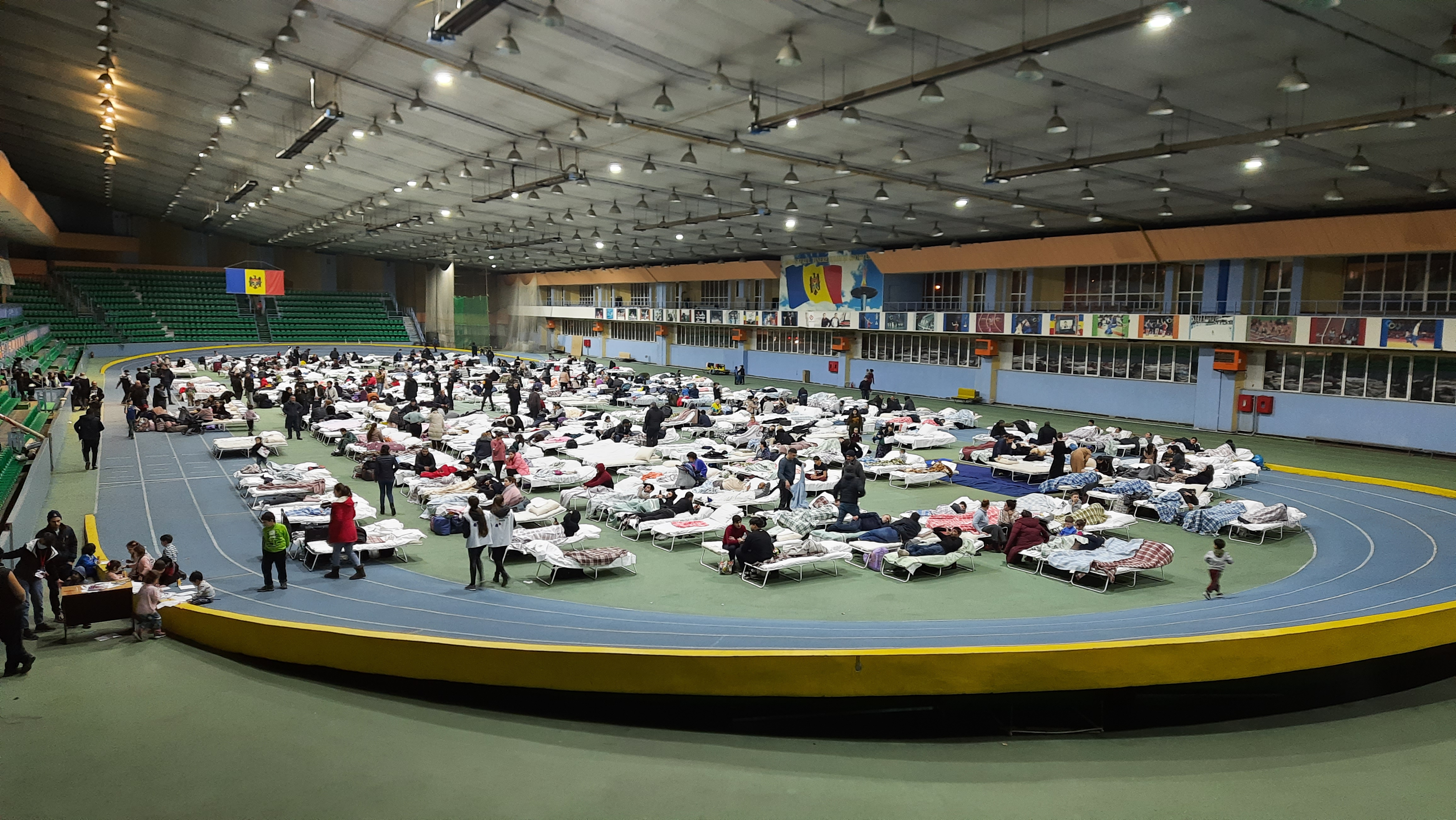
Uno de los centros de refugiados establecidos en Chisináu, Moldavia, durante el conflicto armado entre Rusia y Ucrania (Marzo de 2022). Debido al conflicto bélico en las exrepúblicas soviéticas, miembros bautizados y asociados a los Testigos de Jehová migraron desde Rusia, Ucrania y Bielorrusia hacia otros países de Europa debido a su doctrina de objeción al servicio militar

El 20 de abril de 2017, la Corte Suprema de Rusia falló en contra de los testigos de Jehová, para disolver el Centro Administrativo de los testigos de Jehová, restringiendo así su obra evangelizadora y emitió una orden de confiscación de los bienes de la organización. Según la Corte Suprema, es una organización extremista. Dennis Christensen, condenado a seis años de cárcel en 2017, y liberado en el año 2022, fue el primer encausado desde la prohibición de las actividades de la sucursal de los testigos de Jehová en Rusia.Amnistía Internacional afirma en sus informes oficiales sobre Rusia que a fecha de hoy más de 300 miembros bautizados y simpatizantes de los testigos de Jehová permanecen detenidos e imputados. En contraste, el cuerpo gobernante de los testigos de Jehová, contabiliza un total de 125 presos de consciencia en Rusia, 12 de ellos en territorios ocupados en Crimea, y un número indeterminado y reservado de presos de consciencia —por negarse al servicio militar— en Ucrania, Bielorrusia y otras exrepúblicas soviéticas, según cifras al 19 de junio de 2023.
La persecución a testigos de Jehová por razones políticas se ha intensificado a partir del contexto del conflicto armado entre Rusia y Ucrania, dada además su doctrina de objeción al servicio militar. A fecha de hoy, países como Noruega, Suecia, Alemania y otros han concedido asilo político a miembros bautizados y simpatizantes de los testigos de Jehová que se han escapado de Rusia, Bielorrusia y Ucrania.

### Georgia
En 1996, un año después de que Georgia adoptara su Constitución posterior a la disolución de la Unión Soviética, el régimen de Eduard Shervardnadze inició una campaña de persecución política para confiscar literatura religiosa perteneciente a los testigos de Jehová. Algunos Testigos huyeron de Georgia hacia otras naciones, muchos de ellos solicitando asilo político debido a la persecución política por parte del régimen de Shervardnadze. Los funcionarios del gobierno negaron permisos a los testigos de Jehová para organizar asambleas y los funcionarios encargados de hacer cumplir la ley dispersaron las asambleas legales. En septiembre del año 2000, la policía y los funcionarios de seguridad de Georgia dispararon proyectiles antitanque de fogueo y utilizaron la fuerza para dispersar una reunión al aire libre de unos 700 testigos de Jehová en la ciudad de Natuliki, en el noroeste de Georgia, el 8 de septiembre, de acuerdo a reportes de AP y Caucasus Press publicados ese día.
En 2002, el procesamiento de un sacerdote católico-ortodoxo que instigó la violencia contra los miembros de los testigos de Jehová se vio impedido por el encubrimiento y la falta de cooperación del gobierno y las autoridades.
En 2004, y tras la Revolución de las Rosas, la ONG Forum 18 se refirió al período transcurrido desde 1999 a 2004 como un "reinado de terror de cinco años" contra los testigos de Jehová y otras minorías religiosas.Amnistía Internacional señaló: "Los testigos de Jehová han sido con frecuencia blanco de violencia... en Georgia... En muchos de los incidentes, se dice que la policía no protegió a los creyentes, o incluso participó en abusos físicos y verbales".
El 3 de mayo de 2007, el Tribunal Europeo de Derechos Humanos falló contra el gobierno de Georgia por su tolerancia de la violencia religiosa hacia los testigos de Jehová y participación directa en acciones de terrorismo de estado y ordenó que las víctimas fueran compensadas por daños morales y costas legales.
El 7 de octubre de 2014, el Tribunal Europeo de Derechos Humanos, al dictar su sentencia sobre la violencia contra los testigos de Jehová en Georgia en el periodo comprendido entre los años 2000 a 2001, sostuvo por unanimidad que los funcionarios estatales de Georgia, en violación de los artículos 3, 9 y 14 de la Convención Europea de Derechos Humanos, habían participado directamente en acciones de terrorismo de estado o habían tolerado la violencia por parte de particulares contra miembros del grupo religioso.
En el año 2017, el estado georgiano aceptó públicamente su responsabilidad en las acciones de terrorismo de estado que se cometieron bajo el régimen de Shervardnadze e indemnizó formalmente a las víctimas en el marco de los procesos de justicia transicional posteriores a la sentencia del TEDH.

### Singapur
Desde 1972, el gobierno de Singapur ha reprimido y proscrito las actividades de los testigos de Jehová bajo el argumento de que sus miembros se niegan a realizar obligaciones legales como el servicio militar (que es obligatorio para todos los ciudadanos varones), saludar a la bandera o prestar juramentos de lealtad al estado. También se prohibió la literatura publicada por la denominación, y cualquier persona que esté en posesión de la literatura prohibida puede ser multada con hasta 2000 dólares singapurenses (1333 dólares estadounidenses) y enfrentar penas de cárcel por hasta 12 meses.
En 1994, el Tribunal Superior de Singapur falló en el caso Chan Hiang Leng Colin contra el Fiscal y concluyó que prohibir la entrada a los testigos de Jehová no violaba el derecho a la libertad de religión garantizado por el artículo 15(1) de la Constitución de Singapur. Según el fallo del presidente del Tribunal Supremo, Yong Pung How, su negativa a realizar el servicio militar era contraria a la paz, el bienestar y el buen orden públicos, y las leyes relativas al orden público son excepciones a la libertad de religión establecida en el artículo 15(4).
En febrero de 1995, la policía de Singapur allanó casas privadas donde miembros del grupo celebraban reuniones religiosas, en una operación denominada "Operación Esperanza". Los agentes confiscaron Biblias, literatura religiosa, documentos y computadoras, y finalmente presentaron cargos contra 69 testigos de Jehová, muchos de los cuales fueron a la cárcel.
En 1996, dieciocho testigos de Jehová fueron declarados culpables de reunirse ilegalmente en un apartamento de Singapur y recibieron sentencias de una a cuatro semanas de cárcel. El abogado de la reina canadiense, Glen How, argumentó que las restricciones contra los testigos de Jehová violaban sus derechos constitucionales. El entonces presidente del Tribunal Supremo, Yong Pung How, cuestionó la cordura de How, lo acusó de "vivir en un mundo de dibujos animados" y se refirió a "grupos religiosos divertidos y malhumorados" antes de denegar la apelación. En 1998, dos testigos de Jehová fueron acusados ante un tribunal de Singapur de posesión y distribución de publicaciones religiosas prohibidas.
En 1998, un testigo de Jehová perdió una demanda contra una escuela pública por despido injustificado por negarse a cantar el himno nacional o saludar a la bandera. En marzo de 1999, la Corte de Apelaciones desestimó su recurso. En 2000, las escuelas secundarias públicas suspendieron indefinidamente al menos a quince estudiantes testigos de Jehová por negarse a cantar el himno nacional o participar en la ceremonia de la bandera. En abril de 2001, un maestro de escuela pública, también miembro de los Testigos de Jehová, renunció después de haber sido amenazado con el despido por negarse a participar en el canto del himno nacional.
Las autoridades de Singapur han incautado en varias ocasiones publicaciones de los testigos de Jehová a personas que intentaban cruzar la frontera entre Malasia y Singapur. En trece casos, las autoridades advirtieron a los testigos de Jehová pero no presentaron cargos.
La pena inicial por incumplimiento es de 15 meses de prisión, más 24 meses adicionales en caso de una segunda negativa. El incumplimiento del servicio militar anual de reserva, que se exige a todos aquellos que han cumplido su obligación inicial de dos años, resulta en una sentencia de 40 días, con una sentencia de 12 meses después de cuatro negativas.

### Turkmenistán
Situaciones similares han ocurrido en Turkmenistán. El Alto Comisionado de Derechos Humanos de las Naciones Unidas ha indicado que los testigos de Jehová de Turkmenistán han sido procesados y encarcelados por negarse a realizar el servicio militar obligatorio, a pesar de que la constitución de Turkmenistán garantiza el derecho a "practicar cualquier religión solo o en asociación con otros" y el derecho a la "libertad de convicción y la libre expresión de esas convicciones". El comité de la ONU señaló: "El Estado parte debería tomar todas las medidas necesarias para revisar su legislación con miras a prever un servicio militar alternativo. El Estado parte también debería garantizar que la ley estipule claramente que las personas tienen derecho a la objeción de conciencia al servicio militar.... Además, el Estado parte debería poner fin a todos los procesamientos de personas que se niegan a realizar el servicio militar por motivos de conciencia y poner en libertad a las personas que actualmente cumplen penas de prisión." En mayo de 2021, la Sociedad Watch Tower informó que Turkmenistán había liberado a todos los testigos de Jehová que habían sido encarcelados por objeción de conciencia al servicio militar. No obstante, de acuerdo a Human Rights Watch, Forum 18 y otras organizaciones de derechos humanos independientes -sin relación u vínculo directo con la Sociedad Watch Tower- en diversos informes emitidos hasta la fecha de hoy, las hostilidades hacia testigos de Jehová así como de otras expresiones religiosas por parte del gobierno de ese país han continuado, especialmente a partir de la asunción de Serdar Berdymukhamedov.
Según el Departamento de Estado de Estados Unidos, el Ministerio de Justicia de Turkmenistán describió a los testigos de Jehová como "agentes extranjeros" y "peligrosos". [cita requerida]El Departamento de Estado de Estados Unidos también declaró que el gobierno de Turkmenistán impone restricciones a la libertad de los padres testigos de Jehová (y miembros de varios otros grupos religiosos) de criar a sus hijos de acuerdo con sus creencias religiosas.[cita requerida] En 2003, la literatura religiosa de los testigos de Jehová fue confiscada, a los miembros de la denominación se les negaron visas de salida y a otros se les detuvo después de cruzar una frontera y se les obligó a regresar. En 2004, cinco testigos de Jehová fueron detenidos y se les impidió abordar un vuelo con destino a otro país porque sus nombres estaban incluidos en una "lista negra" de ciudadanos a los que se les prohibía salir del país. En 2015, un testigo de Jehová de Turkmenistán fue condenado a cuatro años de prisión por supuestamente incitar al odio en una reunión religiosa celebrada en una casa privada, y otros asistentes fueron multados.